# Cantón de Buzancy
El cantón de Buzancy era una división administrativa francesa, que estaba situada en el departamento de Ardenas y la región de Champaña-Ardenas.

## Composición
El cantón estaba formado por dieciocho comunas:
- Bar-lès-Buzancy
- Bayonville
- Belval-Bois-des-Dames
- Briquenay
- Buzancy
- Fossé
- Harricourt
- Imécourt
- La Berlière
- Landres-et-Saint-Georges
- Nouart
- Oches
- Saint-Pierremont
- Sommauthe
- Tailly
- Thénorgues
- Vaux-en-Dieulet
- Verpel

## Supresión del cantón de Buzancy
En aplicación del Decreto n.º 2014-203 de 21 de febrero de 2014, el cantón de Buzancy fue suprimido el 22 de marzo de 2015 y sus 18 comunas pasaron a formar parte del nuevo cantón de Vouziers.